# نیومی کاوادای
 نیومی کاوادای (انگلیسی: Naomi Cavaday؛ زادهٔ ۲۴ آوریل ۱۹۸۹) یک تنیس‌باز اهل بریتانیا است.